# Cantó de Chauny
El cantó de Chauny és un cantó francès del departament de l'Aisne, situat al districte de Laon. Té 20 municipis i el cap és Chauny.

## Municipis
- Abbécourt
- Amigny-Rouy
- Autreville
- Beaumont-en-Beine
- Béthancourt-en-Vaux
- Caillouël-Crépigny
- Caumont
- Chauny
- Commenchon
- Condren
- Frières-Faillouël
- Guivry
- Marest-Dampcourt
- Neuflieux
- La Neuville-en-Beine
- Ognes
- Sinceny
- Ugny-le-Gay
- Villequier-Aumont
- Viry-Noureuil

## Història
| Data d'elecció                           | Identitat         | Partit                    | Qualitat |
| ---------------------------------------- | ----------------- | ------------------------- | -------- |
| 1945-1949                                | M. Petit          | PCF                       |          |
| 1949-1955                                | Louis Ternynck    | RI                        |          |
| 1955-1961                                | Lucien Trannoy    | Divers droite             |          |
| 1961-1973                                | Charles Hamart    | CD, després Divers droite |          |
| 1973-1995                                | Yves Brinon       | PS, després UDF-PSD       |          |
| 1995-                                    | Jean-Luc Lanouilh | PCF                       |          |
| les dades anteriors no són pas conegudes |                   |                           |          |
|                                          |                   |                           |          |

## Demografia
| A partir de 1990: Població sense dobles comptes |